# 천정호

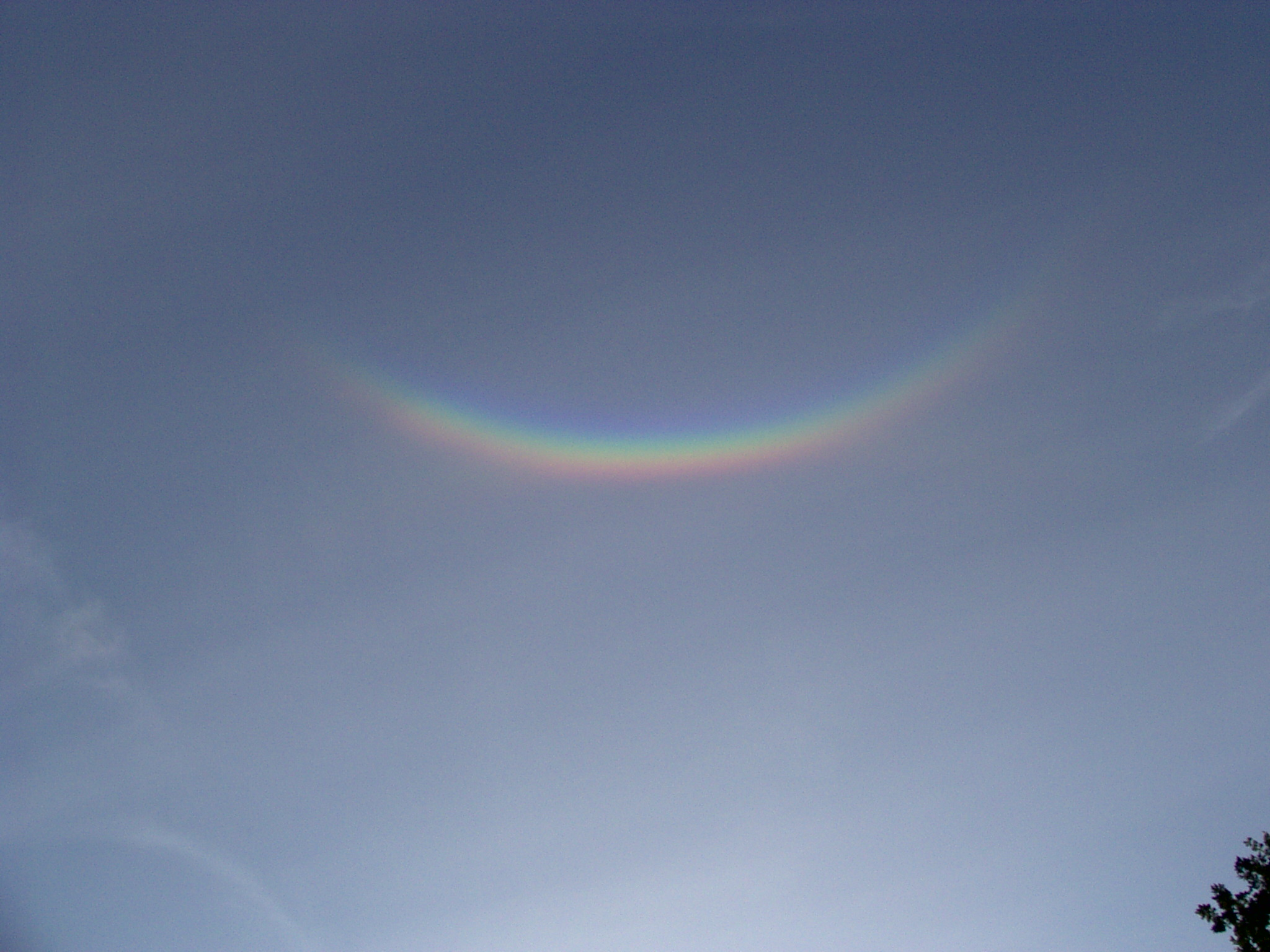
천정호

천정호(天頂弧, circumzenithal arc, CZA)는 천정 부근에 무지개와 같은 빛의 띠가 나타나는 대기광학현상이다. 태양에서 약 42˚ 떨어진 곳에 (부분적인) 원형으로 나타난다.

## 명칭
종종 ‘거꾸로 무지개’로도 부르고, 서양에서는 ‘하늘의 미소(the grin in the sky)’로도 불린다. 일본에서는 ‘환천정호(環天頂弧)’, ‘천정환(天頂環)’, ‘천정호(天頂孤)’등으로도 부른다.

## 현상
천정호는 태양의 바로 윗쪽 방향을 중심으로 하는 호이며, 태양쪽이 붉은색, 반대쪽이 보라색이 된다.
천정호가 나타나는 고도는 태양의 고도에 의해 달라진다. 태양의 고도가 약 22도이면 태양으로부터 약 46도 윗쪽, 즉, 햇무리가 나타나는 위치에 가깝다. 태양의 고도가 그보다 높거나 낮아도 나타나는 고도는 보다 높은 곳으로 이동한다. 태양이 지평산상에 있을 경우 천정호의 고도는 58도가 된다. 태양의 고도가 32도에서 천정호는 천정에 놓이고, 이보다 태양의 고도가 높으면 천정호는 나타나지 않는다. 즉, 천정호가 나타나는 고도는 58도에서 90도 사이가 된다. 천정호의 중심각은 태양이 거의 지평선상에 있는 경우에 약 108도이며, 고도가 높아질수록 커진다.
천정호는 환일(幻日, sundog)과 마찬가지로 구름(권운) 속에 육각판상의 빙정이 있어서 바람이 약하게 부는 경우 나타날 수 있다. 빙정이 낙하하면서 공기저항에 의해 육각형의 면이 지면에 수평한 상태로 공중에 떠 있게 된다. 그 빙정의 윗면에 입사한 빛이 빙정의 옆면으로 나오는 경우, 빙정이 꼭지각 90도의 프리즘의 역할을 한다. 태양의 고도가 32도보다 높은 경우에는 빙정으로부터 빛이 나올 때 전반사되어 천정호는 나타나지 않는다. 또한, 빙정의 굴절률이 빛의 파장에 따라 달라지므로, 빛이 나뉘어 보인다.
햇무리나 환일 등 다른 여러 대기광학현상에서는, 여러 색깔이 보이는 위치가 서로 겹쳐, 선명한 색깔이 분리되지 않지만, 천정호에서는 보이는 위치가 겹쳐지지 않기 때문에 선명하게 나뉘어 보이는 것이 특징이다.

## 같이 보기
- 무지개
- 무리
- 수평호